# Batthyány Lajos Általános Iskola (Budapest, I. kerület)
A Budapest I. kerületi Batthyány Lajos Általános Iskola egy általános iskola Budapest I. kerületében. Budán, Vízivárosban 1873-ben alapították jogelődjét, a Budapesti II. kerületi Községi Polgári Leányiskolát, mint Buda első középfokú leányiskoláját. Ellátott feladat: általános iskolai nevelés-oktatás (alsó és felső tagozat).

## Története
Eötvös József, a kiegyezés korabeli vallás- és közoktatási miniszter 1868-ban kötelezővé és általánossá tette a népoktatást, s egyben határozott egy új iskolatípus, a polgári megteremtéséről (1868. 38. tc.). Ennek célja a diákok 4 osztályos elemiben szerzett tudására alapult, gyakorlati pályára, illetve középfokú szakiskolára való felkészítése volt. Ennek köszönhetően 1872 tavaszán Buda város felszólítást kapott, miszerint fiúk és lányok számára polgári iskolát állítson fel.
Az iskola az 1872/73-as tanévben indult el 7 fő tanulóval és 2 tanárral. 1875/76-os tanévben csatlakozott az első tanárnő, Kontsag-Igó Ida[forrás?]. Az 1886/87-es tanévre elérte az iskola a 312 fő tanulót, akiket 7 osztályban 13 tanár (ebből 3 tanárnő) tanított. Az iskola első igazgatója Bohus Rezső volt, aki korábban a Medve utcai Budapesti I. kerületi Községi Polgári Fiúiskolát (ma Csik Ferenc Általános Iskola és Gimnázium) vezette. Az iskola második igazgatója Kozma Gyula több mint "25 esztendőn át mint a II. ker. polgári leányiskola igazgatója szolgálja a magyar tanügyet, a fővárost, a társadalmat és teljesítette a hazafiúi kötelességeket".
Az iskola első otthona a II. Fő u. 32. szám alatti Kapucinusok rendházában volt, ahonnan 1875-ben a II. Iskola u. 50. sz. alatti régi elöljárósági épületbe, majd 1891-ben a II. Batthyány u. 6. sz. alatti bérházba költözött.
A megnövekedett létszám és az új feladatok miatt a régi épület szűknek bizonyult és helyette a főváros a mai iskola területén új épületet építtetett, amelyet ünnepélyes külsőségek közepette 1893-ban adtak át. Ettől az évtől kezdve az iskola képzése profilja is változott, a négyéves polgári követően egyéves kereskedelmi tanfolyammal bővült. Az itt szerzett mai fogalmaink szerint középfokú közgazdasági ismeretek birtokában a leányok különböző ipari és kereskedelmi vállalatoknál, pénzintézeteknél vállalhattak munkát. Ekkor az intézmény a Budapest Székesfőváros II. Kerületi Községi Polgári Leányiskola és Női Kereskedelmi Tanfolyam nevet kapta.
Ebből az iskolából indult ki az ifjúsági könyvtár felállításának, a leánytanulók kötelező tornáztatásának, az óraközi tízperces szüneteknek, a délelőtti oktatásnak, az értesítőkönyvecskének, a közös osztályozó könyven, az egészségtan tanításának, az iskola keretén belül való táncoktatásnak, a tanulmányi kirándulásoknak, a polgári iskolai szakfelügyeletnek, az osztályfőnökségnek, majd az osztályfőnöki óráknak a gondolata, melyeket később itt mind meg is valósítottak. Az osztályfőnöki órák tantervét és részletes tanmenetét az iskola elsőként dolgozta ki és vezette be.[forrás?]
A második világháború az iskolát sem kímélte, a három bombatalálat és a közel hetven aknabecsapódás az épület és a tornaterem nagy részét tönkretette. Pedagógusok és szülők áldozatos munkájának eredményeként 1946-ra újra álltak a falak és megkezdődhetett az immár más struktúrájú nyolcosztályos általános iskolai képzés.
Az iskola az 1966/67 tanévtől koedukált lett.
Az iskola százéves évfordulója alkalmából vette fel 1972-ben gróf Batthyány Lajos nevét. 

## Igazgatói
- dr. Bohus Rezső (1872-1884)
- Kozma Gyula (1884-1910)
- Volenszky Gyula (1910-1911)
- Havas István (1911-1925)
- Kurzenreiter Károly (1925-1931)
- dr. Pataky Ferenc (1931-1945)
- Görög István (1945-1949)
- Hunti Mária (1949-50)
- Barabás Klára (1950-1968)
- Gálik Istvánné (1968-1989)
- Ronczai Sándorné (1989-1994)
- Főző Vilmos (1994-1999)
- Szakács Ágnes (1999-2018)
- Támbáné Bálint Ágnes, intézményvezető (2018 óta)